# Nya Zeeland i olympiska sommarspelen 2000
Nya Zeeland deltog i de olympiska sommarspelen 2000 med en trupp bestående av 147 deltagare, 77 män och 70 kvinnor. De tog totalt fyra medaljer, ett guld och tre brons.

## Medaljer

### Guld
- Rob Waddell - Rodd, singelsculler

### Brons
- Mark Todd - Ridsport, fälttävlan, individuellt
- Aaron McIntosh - Segling, mistral
- Barbara Kendall - Segling, mistral

## Basket
Herrar
Gruppspel
| USA         | 5 | 0 | 505 | 359 | +146 | 10 |       |
| Italien     | 3 | 2 | 332 | 349 | −17  | 8  | 1W–0L |
| Litauen     | 3 | 2 | 372 | 339 | +33  | 8  | 0W–1L |
| Frankrike   | 2 | 3 | 372 | 374 | −2   | 7  | 1W–0L |
| Kina        | 2 | 3 | 368 | 419 | −51  | 7  | 0W–1L |
| Nya Zeeland | 0 | 5 | 307 | 416 | −109 | 5  |       |

Damer
Gruppspel
| Lag         | Vinster | Förluster | PF  | PA  | Poäng |
| ----------- | ------- | --------- | --- | --- | ----- |
| USA         | 5       | 0         | 446 | 312 | 10    |
| Ryssland    | 3       | 2         | 398 | 325 | 8     |
| Sydkorea    | 3       | 2         | 343 | 296 | 8     |
| Polen       | 3       | 2         | 327 | 339 | 8     |
| Kuba        | 1       | 4         | 318 | 358 | 6     |
| Nya Zeeland | 0       | 5         | 304 | 396 | 5     |

## Boxning
Supertungvikt
- Angus Shelford
  - Omgång 1 — Bye
  - Omgång 2 — Förlorade mot Oleksii Mazikin från Ukraina (gick inte vidare)

## Bågskytte
| Herrarnas individuella |               |                              |               |               |                                |             |
|                        | Ken Uprichard | Ken Uprichard                | Ken Uprichard | Peter Ebden   | Peter Ebden                    | Peter Ebden |
| 1/32-final             | Förlorade mot | Simon Needham Storbritannien | 160-155       | Förlorade mot | Baljinima Tsyrempilov Ryssland | 168-147     |

## Cykling

### Mountainbike
Herrarnas terränglopp
- Kashi Leuchs
  - Final — 2:16:37.57 (→ 17:e plats)

Damernas terränglopp
- Susy Pryde
  - Final — fullföljde inte (→ ingen placering)

### Landsväg

#### Herrar
Herrarnas linjelopp
- Chris Jenner
  - Final — 5:30:46 (→ 47:e plats)
- Julian Dean
  - Final — 5:30:46 (→ 61:e plats)
- Scott Guyton
  - Final — 5:43:21 (→ 85:e plats)
- Glen Mitchell
  - Final — DNF

#### Damer
Damernas linjelopp
- Jacinta Coleman
  - Final — 3:06:31 (→ 18:e plats)
- Roz Reekie-May
  - Final — 3:10:34 (→ 36:e plats)
- Susy Pryde
  - Final — DNF

### Bana

#### Herrar
Herrarnas sprint
- Anthony Peden
  - Kval — 10.649
  - Första omgången — DNS

Herrarnas förföljelse
- Gary Anderson
  - Kval — 04:32.304 (→ gick inte vidare)

Herrarnas tempolopp
- Matt Sinton
  - Final — 01:05.706 (→ 11:e plats)

Herrarnas poänglopp
- Glen Thomson
  - Poäng — 6
  - Varv efter — 1 (→ 7:e plats)

Herrarnas keirin
- Anthony Peden
  - Första omgången — Heat — 2; Plats — DNF
  - Återkval — Heat — 2; Plats — 3 (→ gick inte vidare)
- Matt Sinton
  - Första omgången — Heat — 3; Plats — 5
  - Återkval — Heat — 1; Plats — 4 (→ gick inte vidare)

Herrarnas lagförföljelse
- Tim Carswell, Lee Vertongen, Gary Anderson, Greg Henderson
  - Kval — 04:06.463
  - Kvartsfinal — 04:06.495 (→ gick inte vidare)

#### Damer
Damernas sprint
- Fiona Ramage
  - Kval — 11.803
  - Åttondelsfinal — Lost to Oxana Grichina från Ryssland
  - Åttondelsfinal, återkval — Heat 2; 3:e plats
  - Finals 9-12 — (→ 10:e plats)

Damernas förföljelse
- Sarah Ulmer
  - Kval — 03:36.764
  - Semifinal — Lost to Leontien Zijlaard från Nederländerna
  - Final — Lost to Yvonne McGregor från Storbritannien (→ 4:e plats)

Damernas tempolopp
- Fiona Ramage
  - Final — 36.536 (→ 16:e plats)

Damernas poänglopp
- Sarah Ulmer
  - Poäbf — 9 (→ 8:e plats)

## Friidrott

### Herrar
Herrarnas 10 000 meter
- Michael Aish
  - Omgång 1 — 29:31.83 (→ gick inte vidare)

Herrarnas diskuskastning
- Ian Winchester
  - Kval — 58.64 (→ gick inte vidare)

Herrarnas höjdhopp
- Glenn Howard
  - Kval — 2.15 (→ gick inte vidare)

Herrarnas 50 kilometer gång
- Craig Barrett
  - Final — 3:55:53 (→ 18th place)

### Damer
Damernas 800 meter
- Toni Hodgkinson
  - Omgång 1 — 01:59.37
  - Semifinal — 01:59.84 (→ gick inte vidare)

Damernas 1 500 meter
- Toni Hodgkinson
  - Omgång 1 — 04:12.59 (→ gick inte vidare)

Damernas diskuskastning
- Beatrice Faumuina
  - Kval — 61.33
  - Final — 58.69 (→ 12th place)

Damernas släggkastning
- Tasha Williams
  - Kval — 61.18 (→ gick inte vidare)

Damernas längdhopp
- Chantal Brunner
  - Kval — 6.42 (→ gick inte vidare)

## Landhockey
Damer
Coach: Jan Borren

1. Skippy Hamahona
2. Moira Senior
3. Kylie Foy (c)
4. Sandy Bennett
5. Diana Weavers
6. Rachel Petrie
7. Anna Lawrence
8. Jenny Duck
9. Kate Trolove
10. Michelle Turner
11. Mandy Smith
12. Suzie Pearce
13. Anne-Marie Irving (GK)
14. Helen Clarke (GK)
15. Caryn Paewai
16. Tina Bell-Kake

Gruppspel
| Lag           | Spelade | W | D | L | GF | GA | Poäng |
| ------------- | ------- | - | - | - | -- | -- | ----- |
| Nya Zeeland   | 4       | 2 | 1 | 1 | 7  | 5  | 7     |
| Kina          | 4       | 2 | 0 | 2 | 4  | 5  | 6     |
| Nederländerna | 4       | 1 | 2 | 1 | 9  | 9  | 5     |
| Tyskland      | 4       | 1 | 2 | 1 | 6  | 6  | 5     |
| Sydafrika     | 4       | 1 | 1 | 2 | 4  | 5  | 1     |

Slutomgång
| Lag           | Spelade | W | D | L | GF | GA | Poäng |
| ------------- | ------- | - | - | - | -- | -- | ----- |
| Australien    | 5       | 4 | 1 | 0 | 17 | 3  | 13    |
| Argentina     | 5       | 3 | 0 | 2 | 13 | 7  | 9     |
| Nederländerna | 5       | 2 | 0 | 3 | 8  | 14 | 6     |
| Spanien       | 5       | 1 | 3 | 1 | 5  | 5  | 6     |
| Kina          | 5       | 1 | 1 | 3 | 4  | 10 | 4     |
| Nya Zeeland   | 5       | 1 | 1 | 3 | 8  | 16 | 4     |

## Rodd
Herrarnas singelsculler
- Rob Waddell
  - Kval — 6m 54,20s
  - Semifinal — 6m 58,01s
  - Final — 6m 48,90s (→ 1:a plats)

Herrarnas fyra utan styrman
- Scott Brownlee
- Toni Dunlop
- Rob Hellstrom
- Dave Schaper
  - Final — 6m 09,13s (→ 6:e plats)

## Segling
Mistral
- Aaron McIntosh
  - Lopp 1 — (37) OCS
  - Lopp 2 — 9
  - Lopp 3 — 4
  - Lopp 4 — 10
  - Lopp 5 — 9
  - Lopp 6 — 3
  - Lopp 7 — 1
  - Lopp 8 — 5
  - Lopp 9 — (12)
  - Lopp 10 — 3
  - Lopp 11 — 4
  - Final — 48 (→  Brons)

Finnjolle
- Clifton Webb
  - Lopp 1 — 15
  - Lopp 2 — 9
  - Lopp 3 — 15
  - Lopp 4 — 10
  - Lopp 5 — 12
  - Lopp 6 — 11
  - Lopp 7 — 16
  - Lopp 8 — 4
  - Lopp 9 — 16
  - Lopp 10 — (18)
  - Lopp 11 — (26) OCS
  - Final — 109 (→ 16:e plats)

470
- Simon Cooke och Peter Nicholas
  - Lopp 2 — (15)
  - Lopp 3 — 9
  - Lopp 4 — 12
  - Lopp 5 — 10
  - Lopp 6 — 12
  - Lopp 7 — (15)
  - Lopp 8 — 3
  - Lopp 9 — 3
  - Lopp 10 — 13
  - Lopp 11 — 8
  - Final — 76 (→ 7:e plats)

Mistral
- Barbara Kendall
  - Lopp 1 — 2
  - Lopp 2 — 3
  - Lopp 3 — 2
  - Lopp 4 — 3
  - Lopp 5 — (7)
  - Lopp 6 — 1
  - Lopp 7 — 3
  - Lopp 8 — 1
  - Lopp 9 — (5)
  - Lopp 10 — 1
  - Lopp 11 — 3
  - Final — 19 (→  Brons)

Europajolle
- Sarah Macky
  - Lopp 1 — 12
  - Lopp 2 — 1
  - Lopp 3 — 14
  - Lopp 4 — (16)
  - Lopp 5 — 12
  - Lopp 6 — 11
  - Lopp 7 — 5
  - Lopp 8 — (15)
  - Lopp 9 — 6
  - Lopp 10 — 3
  - Lopp 11 — 15
  - Final — 79 (→ 9:e plats)

470
- Melinda Henshaw och Jenny Egnot
  - Lopp 1 — 13
  - Lopp 2 — 3
  - Lopp 3 — 6
  - Lopp 4 — 1
  - Lopp 5 — 7
  - Lopp 6 — 10
  - Lopp 7 — 6
  - Lopp 8 — (19)
  - Lopp 9 — (20) OCS
  - Lopp 10 — 16
  - Lopp 11 — 10
  - Final — 72 (→ 11:e plats)

Laser
- Peter Fox
  - Lopp 1 — 14
  - Lopp 2 — 19
  - Lopp 3 — 13
  - Lopp 4 — (44) OCS
  - Lopp 5 — 22
  - Lopp 6 — 20
  - Lopp 7 — 7
  - Lopp 8 — 18
  - Lopp 9 — 23
  - Lopp 10 — 8
  - Lopp 11 — (24)
  - Final — 144 (→ 21:a plats)

Tornado
- Chris Dickson och Glen Sowry
  - Lopp 1 — 5
  - Lopp 2 — 2
  - Lopp 3 — 7
  - Lopp 4 — (15)
  - Lopp 5 — 10
  - Lopp 6 — 1
  - Lopp 7 — 5
  - Lopp 8 — 7
  - Lopp 9 — (12)
  - Lopp 10 — 3
  - Lopp 11 — 6
  - Final — 46 (→ 5:e plats)

Starbåt
- Gavin Brady och Jamie Gale
  - Lopp 1 — (16)
  - Lopp 2 — 1
  - Lopp 3 — 5
  - Lopp 4 — 9
  - Lopp 5 — 5
  - Lopp 6 — 15
  - Lopp 7 — 6
  - Lopp 8 — 5
  - Lopp 9 — 2
  - Lopp 10 — (16)
  - Lopp 11 — 9
  - Final — 57 (→ 9:e plats)

Soling
- Don Cowie, Rod Davis och Alan Smith
  - Kvartsfinal — (2-3) 2 points → gick inte vidare

49er
- Daniel Slater och Nathan Handley
  - Lopp 1 — (14)
  - Lopp 2 — 9
  - Lopp 3 — (18) OCS
  - Lopp 4 — 5
  - Lopp 5 — 12
  - Lopp 6 — 7
  - Lopp 7 — 5
  - Lopp 8 — 12
  - Lopp 9 — 4
  - Lopp 10 — 2
  - Lopp 11 — 3
  - Lopp 12 — 8
  - Lopp 13 — 2
  - Lopp 14 — 7
  - Lopp 15 — 13
  - Lopp 16 — 10
  - Final — 99 (→ 8:e plats)

## Softboll
Grundomgång
|             | Spelade | Vunna | Förlorade | RF | RA | Procent |
| ----------- | ------- | ----- | --------- | -- | -- | ------- |
| Japan       | 7       | 7     | 0         | 18 | 7  | 1,000   |
| Australien  | 7       | 6     | 1         | 22 | 5  | 0,857   |
| Kina        | 7       | 5     | 2         | 26 | 4  | 0,714   |
| USA         | 7       | 4     | 3         | 19 | 6  | 0,571   |
| Italien     | 7       | 2     | 5         | 3  | 27 | 0,286   |
| Nya Zeeland | 7       | 2     | 5         | 12 | 22 | 0,286   |
| Kuba        | 7       | 1     | 6         | 6  | 30 | 0,143   |
| Kanada      | 7       | 1     | 6         | 13 | 18 | 0,143   |

## Triathlon
Herrarnas triathlon
- Craig Watson — 1:50:01,85 (→ 16:e plats)
- Hamish Carter — 1:50:57,17 (→ 26:e plats)
- Ben Bright — 1:52:17,26 (→ 38:e plats)

Damernas triathlon
- Evelyn Williamson — 2:05:38,30 (→ 22:a plats)